# Климентово (Великотырновская область)
Климентово (болг. Климентово) — село в Болгарии. Находится в Великотырновской области, входит в общину Полски-Трымбеш. Население составляет 660 человек (2022).

## Политическая ситуация
В местном кметстве Климентово, в состав которого входит Климентово, должность кмета (старосты) исполняет Милко Минчев Минчев (Союз демократических сил (СДС)) по результатам выборов правления кметства.
Кмет (мэр) общины Полски-Трымбеш — Георги Александров Чакыров (независимый) по результатам выборов в правление общины.